# Saltos ornamentais no Campeonato Europeu de Esportes Aquáticos de 2021 - Plataforma 10 m sincronizado masculino
A prova da plataforma 10 m sincronizado masculino dos saltos ornamentais no Campeonato Europeu de Esportes Aquáticos de 2021 ocorreu no dia 15 de maio na Arena Danúbio, em Budapeste na Hungria.

## Calendário
| Fase  | Data       | Hora  |
| ----- | ---------- | ----- |
| Final | 15 de maio | 17:00 |

Todos os horários estão no horário local (UTC+1)

## Medalhistas
| Ouro                                | Prata                                       | Bronze                                     |
| Reino Unido · Tom Daley · Matty Lee | Rússia · Aleksandr Bondar · Viktor Minibaev | Alemanha · Timo Barthel · Patrick Hausding |

## Resultados
Esses foram os resultados da competição.
| Pos.              | Nacionalidade | Saltadores                                    | Pontos | Pontos | Pontos | Pontos | Pontos | Pontos | Pontos |
| Pos.              | Nacionalidade | Saltadores                                    | T1     | T2     | T3     | T4     | T5     | T6     | Total  |
| ----------------- | ------------- | --------------------------------------------- | ------ | ------ | ------ | ------ | ------ | ------ | ------ |
| Medalha de ouro   | Reino Unido   | Tom Daley Matty Lee                           | 52.80  | 54.00  | 86.40  | 97.20  | 92.82  | 94.35  | 477.57 |
| Medalha de prata  | Rússia        | Aleksandr Bondar Viktor Minibaev              | 54.00  | 54.00  | 79.56  | 95.04  | 93.24  | 96.12  | 471.96 |
| Medalha de bronze | Alemanha      | Timo Barthel Patrick Hausding                 | 52.80  | 50.40  | 76.80  | 79.92  | 87.72  | 76.68  | 424.32 |
| 4                 | Armênia       | Vartan Bayanduryan Vladimir Harutyunyan       | 48.00  | 49.80  | 71.04  | 67.50  | 78.84  | 70.20  | 385.38 |
| 5                 | Ucrânia       | Oleh Serbin Oleksii Sereda                    | 51.60  | 53.40  | 76.80  | 48.51  | 71.10  | 80.64  | 382.05 |
| 6                 | Itália        | Andreas Sargent Larsen Eduard Timbretti Gugiu | 48.60  | 49.80  | 70.20  | 58.41  | 76.23  | 63.36  | 366.60 |
| 7                 | Grécia        | Nikolaos Molvalis Athanasios Tsirikos         | 51.00  | 51.00  | 59.40  | 63.51  | 59.52  | 72.96  | 357.39 |
| 8                 | Bielorrússia  | Artsiom Barouski Uladzislau Sonin             | 46.80  | 47.40  | 69.12  | 62.10  | 56.43  | 63.36  | 345.21 |